# A Taste of Honey
A Taste of Honey è un brano musicale pop scritto da Bobby Scott e Ric Marlow. Fu inizialmente un pezzo strumentale eseguito da Scott e il suo titolo prese spunto dall'omonima commedia portata in scena a Broadway nel 1960.

## Cover
i giovanissimi e ancora sconosciuti The Beatles inserirono la canzone nel loro repertorio live e nel 1963 ne pubblicarono una versione nel loro album di esordio anche se non furono i primi a farne una versione cantata. Nel 1965 Il pezzo, che già a partire da quattro anni prima era stato inciso più volte da diversi cantanti, venne successivamente ripreso in versione strumentale, ma stavolta con un arrangiamento jazz velocizzato, ritmato e latineggiante, da Herb Alpert and the Tijuana Brass nel loro album  Whipped Cream & Other Delights e solo allora divenne una hit aggiudicandosi il Grammy Award come disco dell'anno. Altre versioni ebbero un buon successo e fra queste va citata quella cantata da Tony Bennett.
Nel 1967 I Giganti ne incisero una versione italiana col titolo In paese è festa.
La versione di Herb Alpert viene da molti anni utilizzata come sigla del programma radiofonico Tutto il calcio minuto per minuto (dal 1983 al 1988, e ancora dal 1997) tanto da essere diventata familiare per un vastissimo pubblico di appassionati di calcio che, per la maggior parte, ne ignora la provenienza.

### La versione dei Beatles
Il brano venne incluso nel repertorio della band nel 1962 ed è anche rintracciabile nel bootleg Live! at the Star-Club in Hamburg, Germany; 1962, pubblicato molti anni dopo. Paul McCartney, interprete principale del brano, lo voleva incidere e la pubblicazione di una cover strumentale di grande atmosfera del clarinettista inglese Acker Bilk del pezzo diede una chance in più all'inserimento nell'album Please Please Me. Anche la versione dei Beatles era caratterizzata da un arrangiamento sensuale, languido e di grande classe, diverso da quello accattivante e allegro che gli avrebbero dato con una brillante intuizione Herb Alpert e la sua band di ottoni. 
McCartney era da sempre interessato alla musica latina: eseguiva spesso lo standard Bésame mucho, e nell'album With The Beatles compare Till There Was You che venne anche suonata al Royal Variety Show. A taste of honey è stata inclusa anche nell'album Live at the BBC. anch'esso pubblicato come il live di Amburgo molti anni dopo. Lennon, che era noto per la sua ironia pungente ma non apprezzava la musica latineggiante, ribattezzò il pezzo A Waste of Money, ovvero uno spreco di denaro. Venne registrata nella sessione pomeridiana della registrazione dell'album Please Please Me. Fu il primo brano a essere registrato, in 5 nastri; dopo aver registrato Do You Want to Know a Secret, venne sovrainciso, in due nastri, il raddoppio vocale.

#### Formazione
- Paul McCartney: voce raddoppiata, basso elettrico
- George Harrison: cori, chitarra solista
- John Lennon: cori, chitarra ritmica
- Ringo Starr: batteria[3]